# Tourniquet
Tourniquet – drugi singel promujący drugi studyjny album grupy Marilyn Manson pt. Antichrist Superstar. Został wydany we wrześniu roku 1997. Autorem tekstu do utworu jest Marilyn Manson, autorami muzyki – Daisy Berkowitz i Twiggy Ramirez.
Teledysk do utworu wyreżyserowała Floria Sigismondi, odpowiedzialna także za klip do piosenki „The Beautiful People”, poprzedniego singla zespołu.